# Sleep Token
Sleep Token es una banda de metal progresivo formada en Londres, Inglaterra en 2016 y cuyos miembros son anónimos. El grupo es un colectivo anónimo y enmascarado dirigido por un líder que usa el apodo de Vessel. Se han clasificado en muchos géneros diferentes, incluido el metal alternativo, el post-rock/metal, el metal progresivo y el indie rock/pop. Después de autoeditar su primer extended play (EP) One en 2016, la banda firmó con Basick Records y lanzó una continuación Two al año siguiente. Más tarde, el grupo firmó con Spinefarm Records en 2019 y lanzó su álbum debut Sundowning, al que siguió en This Place Will Become Your Tomb lanzado en 2021. Un tercer álbum, Take Me Back to Eden fue lanzado en mayo de 2023. Un cuarto álbum Even in Arcadia fue lanzado en mayo de 2025, a través de RCA Records.

## Historia

### Primeros años (2016-2019)
Sleep Token debutó en septiembre de 2016 con el lanzamiento de su primer sencillo, "Thread the Needle". La pista fue seguida en diciembre por el primer EP de la banda, One, que incluía dos canciones adicionales más arreglos de piano alternativos de las tres pistas. En mayo de 2017, se anunció que Sleep Token había firmado con el sello independiente Basick Records y lanzaría su segundo EP Two en julio. Antes del lanzamiento del EP, el grupo lanzó dos nuevos sencillos: "Calcuta" en mayo y "Nazareth" en junio. En el estreno exclusivo de la publicación de "Calcutta", el escritor de Metal Hammer, Luke Morton, describió la canción como "una mezcla extraña y única de metal técnico y paisajes sonoros indie expansivos". Al revisar Two for Distorted Sound, Matt Corcoran también notó la combinación de elementos de múltiples géneros, explicando que "A través de estas tres pistas fascinantes, la banda cumple completamente con su promesa de mezclar géneros, moviéndose entre la atmósfera indie ligera y la pesadez oscura, al estilo Meshuggah y cubriendo la mayor parte del espectro en el medio".
Justo antes del lanzamiento de Two, Sleep Token hizo su debut en vivo en el Black Heart de Londres el 17 de julio de 2017. Los espectáculos de más adelante en el año incluyeron actuaciones en la O2 Academy Islington apoyando a la banda noruega Motorpsycho en octubre, y en Student Central apoyando el synthwave francés Perturbator en diciembre. A principios de 2018, también apoyaron a Loathe junto a Holding Absence, tocaron en festivales como Camden Rocks y actuaron en Maida Vale Studios para BBC Radio 1 Rock Show. En junio, la banda lanzó el primero de una serie de sencillos independientes, "Jaws". Una versión de "Hey Ya!" de Outkast. siguió en agosto, antes de la actuación de la banda en los festivales de Reading y Leeds ese mes. En octubre, lanzaron "The Way That You Were" y tocaron su primer espectáculo principal (y el undécimo en general) en St Pancras Old Church, cuyas entradas supuestamente se agotaron en 30 segundos. "Jaws" y "The Way That You Were" se publicaron juntos más tarde en vinilo de 10 "para el Record Store Day en 2021.

### SundowningyThis Place Will Become Your Tomb(2019-2022)
En junio de 2019, se anunció que Sleep Token había firmado con Spinefarm Records, subsidiaria de Universal. Al mismo tiempo, se confirmó el lanzamiento del álbum debut de la banda, Sundowning, para noviembre, con "The Night Does Not Belong to God" lanzada como la primera pista del disco. El grupo continuó publicando canciones del álbum cada dos semanas hasta el lanzamiento del álbum. Sundowning recibió críticas generalmente positivas de los críticos musicales: Kerrang! el columnista Tom Shepherd le dio al álbum una calificación de cuatro sobre cinco y escribió que contiene "momentos aquí para saborear de verdad, e ideas y experiencias que se sienten únicas", pero señaló que "la naturaleza continua de este estado de ánimo oscuro entrelazado con el ritmo lento del grupo". -el ritmo ardiente y apático comienza a arrastrarse a través de [su] tiempo de ejecución de 50 minutos".. Antes del lanzamiento del álbum, Sleep Token tocó en dos shows con entradas agotadas en Londres y Manchester; después de su lanzamiento, se embarcaron en su primera gira por América del Norte apoyando al grupo de metalcore Issues junto a Polyphia y Lil Aaron.
Después de una breve gira por el Reino Unido a principios de año, varios espectáculos que debían presentar Sleep Token durante 2020 se cancelaron debido a la pandemia de COVID-19. Estos incluyeron apariciones planificadas en Knotfest Japan en marzo, Download Festival en junio y Mad Cool de Madrid en julio. Durante el verano, la banda lanzó una versión ampliada de Sundowning con cuatro nuevas pistas de piano conocidas colectivamente como The Room Below, que incluía versiones de "When the Party's Over" de Billie Eilish y "I Wanna Dance with Somebody (Who Loves Me)" de Whitney Houston. El grupo debía regresar a las presentaciones en vivo en marzo de 2021 con cinco espectáculos socialmente distanciados llamados "The Isolation Rituals", sin embargo, estos finalmente se cancelaron debido a preocupaciones en curso relacionadas con la pandemia. Eventualmente regresaron en el verano, encabezando la segunda etapa del Download Festival Pilot el 18 de junio. El día anterior, la banda anunció su segundo álbum This Place Will Become Your Tomb y lanzó un nuevo sencillo, "Alkaline".
Alkaline" fue seguida en agosto y septiembre por "The Love You Want" y "Fall for Me", respectivamente. This Place Will Become Your Tomb se lanzó el 24 de septiembre de 2021 y le dio a Sleep Token sus primeras posiciones en las listas cuando debutó en el número 39. en la lista de álbumes del Reino Unido y en el número 13 en la lista de álbumes escoceses. El álbum se promocionó en una gira de ocho fechas por el Reino Unido e Irlanda en noviembre, con el apoyo de A.A. Williams. En enero de 2022, Sleep Token apareció como portada artista para la revista Metal Hammer. Siguieron más espectáculos en la primavera y el verano: en abril, el líder Vessel realizó un espectáculo en solitario "íntimo" (junto con solo tres coristas) denominado A Ritual from the Room Below; en mayo, el grupo apoyó a Architects junto a Malevolence en una breve gira por el Reino Unido, y en el verano tocaron en varios festivales, incluido Download, así como una gira por Australia con Northlane. Posteriormente, siguieron fechas en Norteamérica apoyando a In This Moment con Nothing More y Cherry Bomb.

### Take Me Back to Eden(2022-2024)
Hacia finales de 2022, Sleep Token anunció una gira principal por el Reino Unido para enero de 2023 con el apoyo de Northlane, así como una gira por Australia para abril/mayo. Antes de una serie de shows en Alemania, la banda lanzó el sencillo "Chokehold", su primer material nuevo desde This Place Will Become Your Tomb, el 5 de enero de 2023. A esto le siguió "The Summoning" al día siguiente, "Granite". dos semanas después, y "Aqua Regia" al día siguiente. Las cuatro pistas lanzadas desde principios de 2023 se lanzarán en el próximo tercer álbum de la banda Take Me Back to Eden.
El 16 de febrero, la banda lanzó "Vore" como el quinto sencillo de su próximo álbum, que se anunció como Take Me Back to Eden para su lanzamiento el 19 de mayo de 2023. El álbum se describió en su anuncio como "Parte 3 de una trilogía, un cierre de capítulo en la saga Sleep Token en curso, una saga que comenzó en serio con el primer álbum Sundowning".
En marzo de 2023, Sleep Token fue nominado como Mejor Artista del Reino Unido en los Heavy Music Awards. La banda también fue contratada para actuar en los festivales de verano de ese año, incluido Graspop Metal Meeting en Bélgica, Wacken Open Air en Alemania y los festivales de Reading y Leeds en el Reino Unido. En mayo de 2023, Sleep Token ganó el premio al Mejor Artista del Reino Unido en los Heavy Music Awards. En el mismo mes, la banda anunció un espectáculo principal independiente en Wembley Arena, que está programado para diciembre de 2023. El espectáculo de Wembley Arena se agotó a los 10 minutos de que las entradas salieran a la venta general. Durante el show, la banda reveló nuevas máscaras para indicar que la banda entra en una "nueva era".
El 14 de febrero de 2024, Sleep Token anunció su firma con RCA Records.

### Even in Arcadia(2025-presente)
El 13 de marzo de 2025, Sleep Token anunció su cuarto álbum Even in Arcadia y lanzó su primer sencillo, "Emergence", con un solo de saxofón de Gabi Rose de Bilmuri, quien había estado de gira con ellos recientemente. El álbum se lanzó el 9 de mayo de 2025. En una semana, el sencillo llegó al Billboard Hot 100 tras acumular más de 9,9 millones de reproducciones en Estados Unidos, marcando la primera vez que la banda aparecía en la lista estadounidense. La banda también anunció su primera gira como cabeza de cartel en estadios estadounidenses, que comenzará en septiembre de 2025.
El 4 de abril de 2025, la banda lanzó el segundo sencillo del álbum, "Caramel". Previo al lanzamiento, Sleep Token colaboró con el meteorólogo de Carolina del Norte Chris Michaels, conocido por incorporar referencias al metal en sus pronósticos, para presentar la canción mediante una serie de crípticos segmentos meteorológicos.

## Estilo musical e identidad
Desde su formación, los miembros de Sleep Token han permanecido en el anonimato. Rich Hobson, de Metal Hammer, explica que los miembros, quienes usan máscaras y capas, "se ocultan el rostro, no hablan en el escenario y solo han concedido una entrevista", según la misma publicación.
El cantante y compositor principal de la banda es conocido como "Vessel". Vessel e II son los únicos miembros de la banda que han aparecido en los créditos como intérpretes en los álbumes de estudio de Sleep Token. II también es el único miembro, aparte de Vessel, que ha aparecido en los créditos de composición.
El enfoque del grupo en el anonimato y el estilo visual se ha comparado con prácticas similares empleadas por Ghost, Slipknot, y Gwar. El líder de Slipknot, Corey Taylor, ha elogiado la imagen y el arte de la banda, comparando su enfoque con el que Slipknot adoptó en los primeros días de la banda.
Musicalmente, Sleep Token se ha categorizado en una amplia gama de géneros, incluidos el metal alternativo, post-metal, ambient y metal progresivo.

## Miembros
- Vessel – voz; guitarra de estudio, teclados, bajo, producción[47]
- II – batería, percusión[48]
- III – miembro de la gira; bajo[49]
- IV – miembro de la gira; guitarra, coros[50]
- Espera – miembros de la gira; coros[51]

## Discografía
Álbumes de estudio
- 2019: Sundowning
- 2021: This Place Will Become Your Tomb
- 2023: Take Me Back to Eden
- 2025: Even in Arcadia